# Ipomoea chenopodiifolia
Ipomoea chenopodiifolia är en vindeväxtart som först beskrevs av M. Mart. och Gal., och fick sitt nu gällande namn av William Botting Hemsley. Ipomoea chenopodiifolia ingår i släktet praktvindor, och familjen vindeväxter. Inga underarter finns listade i Catalogue of Life.